# Joan Van Ark
Joan Van Ark (New York, 16 juni 1943) is een Amerikaans actrice. Ze is het meest bekend van haar rol van Valene Ewing in de series Dallas en Knots Landing.

## Biografie

### Vroege leven
Van Ark werd geboren als dochter van Dorothy Jean Hemenway en Carroll Van Ark. Ze werd genoemd naar Jeanne d'Arc (Engels: Joan of Arc) omdat haar vader er zeker van was dat ze beroemd zou worden. Haar overgrootvader langs vaders zijde, Gradus, was een immigrant uit Nederland. Zowel haar ouders als haar zuster Carol zijn schrijver. Ze heeft ook nog twee broers, Mark en Dexter. Ze groeide op in Boulder (Colorado).
Op vijftienjarige leeftijd interviewde ze als student-reporter actrice Julie Harris, die haar later aanbeval aan de Yale School of Drama. Ze zou slechts één jaar op de school zitten. Harris zou jaren later nog haar moeder spelen in Knots Landing.
In 1966 trouwde ze met John Marshall, ze hebben één dochter, Vanessa, die ook acteert.

### Carrière
Van Ark begon haar carrière in het theater en belandde op Broadway waar ze in 1971 een Theatre World Award won en een nominatie voor een Tony Award kreeg voor haar rol in The School of Wives.
Nadat ze een contract kreeg van Universal Studios speelde ze een van de hoofdrollen in de televisiefilm The Judge and Jake Wyler, samen met Bette Davis. Het was bedoeld als een pilootaflevering voor een wekelijkse serie, maar de serie werd niet opgepikt door de NBC. Nadat ze verschillende gastrollen speelde in series had ze haar eerste echte grote rol beet in 1978 toen ze gecast werd als Valene Ewing in Dallas. Aanvankelijk was ook dit personage bedoeld als gastrol, maar de schrijvers haalden haar terug in 1979 en samen met haar tv-man Gary verhuisde ze naar het plaatsje Knots Landing dat een spin-off van Dallas werd. Ze bleef veertien seizoenen lang en verliet de serie in 1992, maar keerde wel terug voor de finale in 1993. Voor haar rol kreeg ze zes nominaties voor een Soap Opera Digest Award. Tijdens de serie werd ze beste vrienden met Michele Lee, die ook op het scherm haar beste vriendin was. Na enkele kleine rollen nam ze haar rol van Valene opnieuw op in de miniserie uit 1997 Knots Landing: Back to the Cul-de-sac.
In 2004 begon ze met de rol van Gloria Fisher in The Young and the Restless, maar besloot om hier in 2005 mee te stoppen, ze werd vervangen door Judith Chapman.
- Bibliothèque nationale de France: cb14235399m (data)
- Gemeinsame Normdatei: 1032013109
- International Standard Name Identifier: 0000 0000 7840 9421
- Library of Congress Control Number: n86143615
- Nationale Bibliotheek van Israël: 987007322083605171
- SNAC: w6jq4g9c
- Virtual International Authority File: 67957688
- WorldCat: E39PBJcwF7XVRgqHbmbjCBHXBP